# Tortula abyssinica
Tortula abyssinica là một loài rêu trong họ Pottiaceae. Loài này được De Not. mô tả khoa học đầu tiên năm 1872.